# Voile d'ombrage
 (septembre 2018).
- Si vous ne connaissez pas le sujet, laissez ce bandeau (vous pouvez alors contacter les auteurs).
- Si vous supprimez le contenu mis en cause (vous pouvez préalablement contacter les auteurs),

argumentez précisément cette suppression dans la page de discussion
(un manque de référence n'est pas un argument ; une recherche réelle de référence doit avoir été effectuée, être formellement documentée).
 (septembre 2018).
Si vous disposez d'ouvrages ou d'articles de référence ou si vous connaissez des sites web de qualité traitant du thème abordé ici, merci de compléter l'article en donnant les références utiles à sa vérifiabilité et en les liant à la section « Notes et références ».

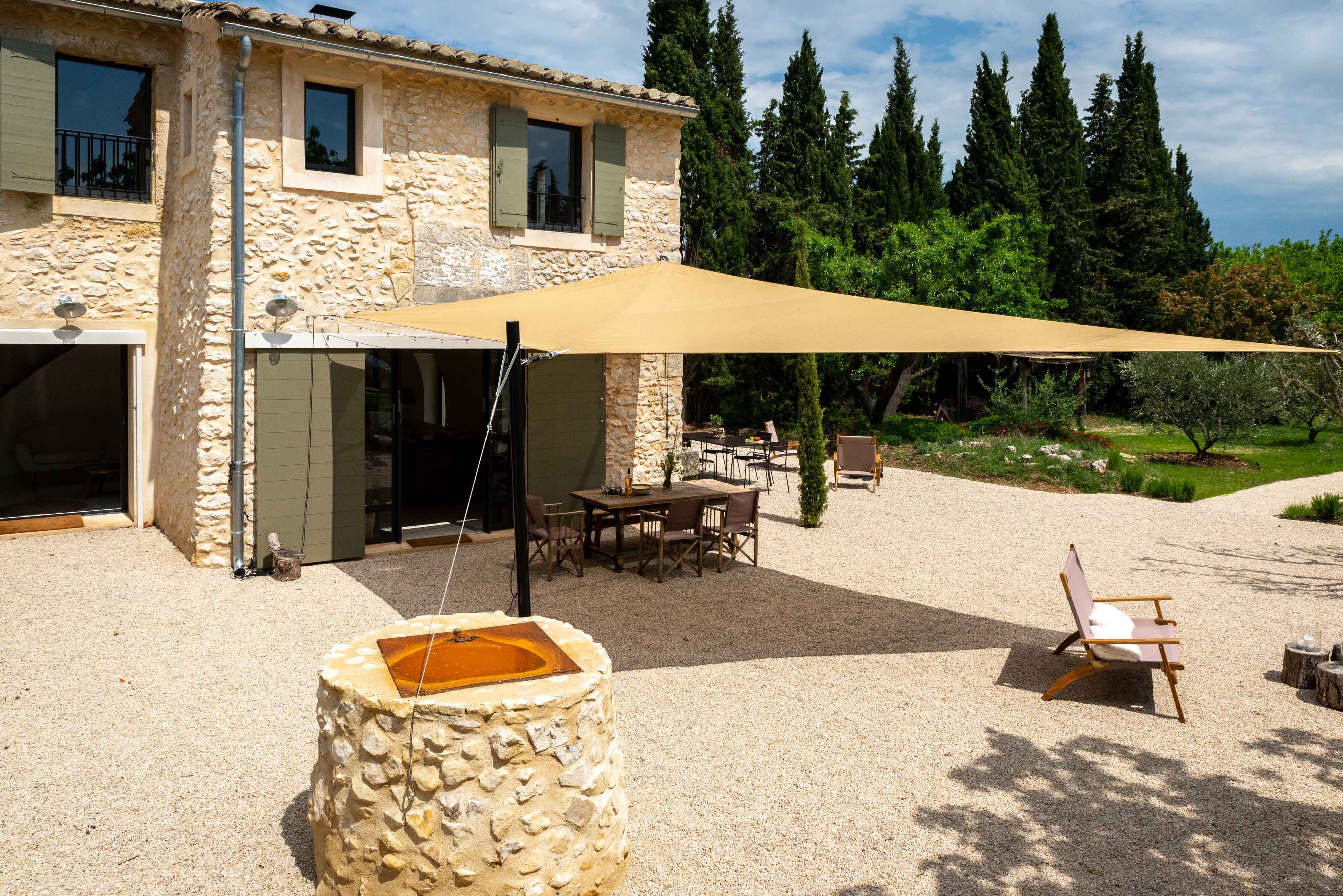
Voile d'ombrage sur une terrasse

Un voile d’ombrage est une toile tendue pour protéger une zone du soleil ou des intempéries. 
L’apparition des voiles d’ombrages est assez récente puisqu’elles remplacent les parasols stores ou pergola. Le plus souvent, les voiles d’ombrage sont utilisés à proximité des terrasses et piscines.

## Fonction
Les voiles d’ombrage ont plusieurs intérêts : 
- Le design attire[1] : le choix des coloris est souvent très large et permet un maximum de personnalisation. De plus, leurs formes s’adaptent à tous les types d’habitats et de reliefs.
- Un aspect pratique qui donne avantage aux voiles d’ombrage face aux parasols : plutôt que de n’avoir qu’une petite surface de protégée, la voile d’ombrage permet une personnalisation maximale de la zone à couvrir.
- Des possibilités esthétiques : il est possible de créer sa propre ambiance pour rendre cet espace unique et convivial ; par les formes et l’association de plusieurs voiles.
- Les voiles d’ombrage permettent de pouvoir couvrir une surface plus grande qu’un traditionnel parasol.

Un voile d’ombrage permet de se protéger de tous les évènements extérieurs qui peuvent intervenir : pluie et surtout soleil. En cas de vents forts, il est conseillé de le retirer ou de le plier.

## Formes
Les voiles peuvent être : 
- triangulaires : un bon rapport entre la surface couverte et le design ;
- carrés ou rectangulaires : convenant aux espaces plus grands, car la surface couverte sera plus grande.

## Fixation
Un voile d’ombrage doit être tendu, souvent depuis des ancrages sur les murs. Si cela n’est pas possible, il faut utiliser des mâts ou les deux.